# Pavel Talaš
MUDr. Pavel Talaš (* 11. října 1945) je český politik a lékař, v roce 2001 krátce starosta města Napajedla, v letech 1994 až 2002 zastupitel města Napajedla.

## Život
Vystudoval Lékařskou fakultu Univerzity Palackého v Olomouci a získal tak titul MUDr. Později získal atestace v oborech vnitřní lékařství a všeobecné lékařství. Absolvoval také Kurz tropického lékařství v Institutu doškolování lékařů a farmaceutů v Praze (ILF).
Pracoval v nemocnicích v Uherském Hradišti a ve Zlíně, byl také lodním lékařem ve společnosti Československá námořní plavba. Později začal působit jako praktický lékař v Napajedlích.
Dcera Pavla Talaše je absolventkou 2 fakult Vysoké školy ekonomické v Praze. Jeho syn je rovněž lékařem u záchranné služby ve Zlíně

## Politické působení
Do politiky vstoupil, když byl v komunálních volbách v roce 1994 zvolen jako nestraník za Českomoravskou stranu středu do Zastupitelstva města Napajedla. Mandát zastupitele města obhájil v komunálních volbách v roce 1998 jako nestraník na kandidátce "Sdružení nezávislých kandidátů". V únoru 2001 byl po rozpadu koalice ODS a KDU-ČSL zvolen starosta města Napajedla. Necelý měsíc po svém zvolení ale rezignoval, protože zjistil, že by nezvládal souběžně post starosty a povolání lékaře a dal přednost medicíně. O obhajobu mandátu zastupitele se pokoušel i v komunálních volbách v roce 2002 jako nestraník na kandidátce ČSSD, ale neuspěl, stejně jako v komunálních volbách v roce 2006 (opět kandidoval jako nestraník za ČSSD). V těchto volbách kandidoval na zadních místech kandidátky a jeho cílem bylo podpořit ostatní a kandidátku doplnit.
Do vyšší politiky se pokoušel vstoupit, když ve volbách do Poslanecké sněmovny PČR v roce 1998 kandidoval za uskupení "Občanská koalice – Politický klub" v tehdejším Jihomoravském kraji, ale neuspěl. O 15 let později ve volbách do Poslanecké sněmovny PČR v roce 2013 kandidoval jako nestraník za hnutí Úsvit přímé demokracie Tomia Okamury na 3. místě kandidátky, ale do Poslanecké sněmovny se za hnutí dostal pouze leader.
V doplňovacích volbách do Senátu PČR v roce 2014 v obvodu č. 80 - Zlín kandidoval jako nestraník za Úsvit přímé demokracie Tomia Okamury, ale neuspěl, když skončil na čtvrtém místě se ziskem 12,92 % hlasů.